# 右连左极函数
在数学中，右连左极函数（càdlàg，RCLL）是指定义在实数集或其子集上的处处右连续且有左极限的函数。这类函数在研究有跳跃甚至是需要跳跃的随机过程时很重要，这类随机过程不像布朗运动具有连续的样本轨道。给定定义域上的右连左极函数的集合称为斯科罗霍德空间（Skorokhod space）。

## 定义

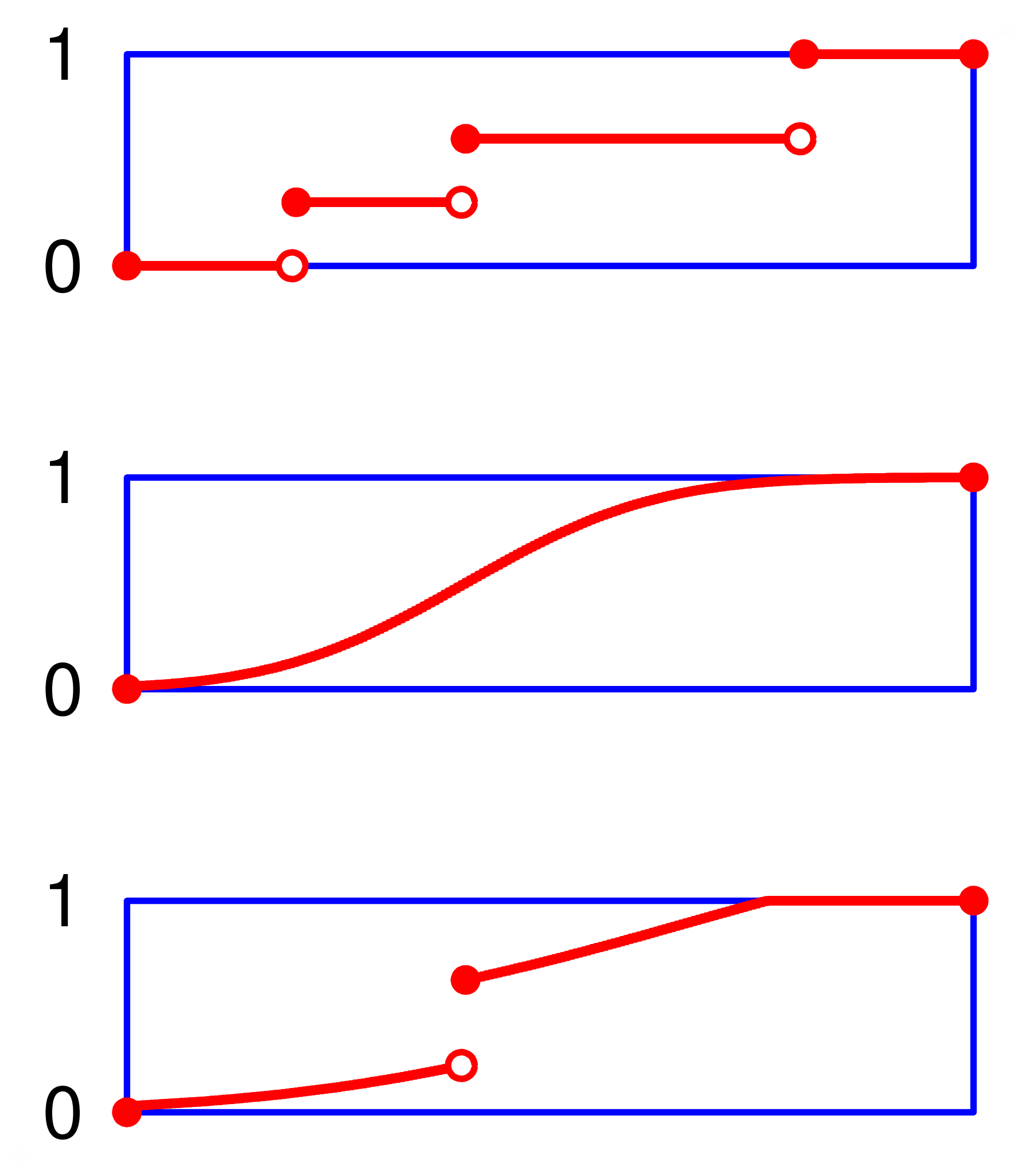
累积分布函数是右连左极函数的一个例子。

令{\displaystyle (M,d)}为度量空间，并令{\displaystyle E\subseteq \mathbb {R} }。函数{\displaystyle f:E\to M}称为右连左极函数。若对于每一{\displaystyle t\in E}，都有
- 左极限{\displaystyle f(t-):=\lim _{s\uparrow t}f(s)}存在；且
- 右极限{\displaystyle f(t+):=\lim _{s\downarrow t}f(s)}存在并等於{\displaystyle f(t)}，

即{\displaystyle f} 是右连续的且有左极限。

## 例子
- 全部连续函数都是右连左极函数。
- 由累积分布函数的定义知所有的累积分布函数都是右连左极函数。

## 斯科罗霍德空间
从{\displaystyle E}到{\displaystyle M}的所有右连左极函数的集合常记为{\displaystyle D(E;M)}或简记为{\displaystyle D}，称为斯科罗霍德空间，是以乌克兰数学家阿纳托利·斯科罗霍德（Anatoliy Skorokhod）的名字命名。斯科罗霍德空间可以被指派一个拓撲結構，这一拓扑直觉上能使我们“稍微蠕动空间和时间”（而传统的一致收斂拓扑仅允许我们“稍微蠕动空间”）。为了简化说明，取{\displaystyle E=[0,T]}，{\displaystyle M=\mathbb {R} ^{n}}（Billingsley的书中描述了更一般的拓扑）
首先我们必须定义连续性模的一个模拟{\displaystyle \varpi '_{f}(\delta )}。对於任意{\displaystyle F\subseteq E}，使
{\displaystyle w_{f}(F):=\sup _{s,t\in F}|f(s)-f(t)|}
且对於{\displaystyle \delta >0}，将右连左极函数模（càdlàg modulus）定义为
{\displaystyle \varpi '_{f}(\delta ):=\inf _{\Pi }\max _{1\leq i\leq k}w_{f}([t_{i-1},t_{i})),}
其中最大下界对所有划分{\displaystyle \Pi =\{0=t_{0}<t_{1}<\dots <t_{k}=T\}}，{\displaystyle k\in \mathbb {N} }都存在，且{\displaystyle \max _{i}(t_{i}-t_{i-1})<\delta }。这一定义对於非右连左极函数{\displaystyle f}是有意义的（就如通常的连续性模对於不连续函数是有意义的）且可以说明{\displaystyle f}是右连左极函数当且仅当{\displaystyle \delta \to 0}时{\displaystyle \varpi '_{f}(\delta )\to 0}。
这是令{\displaystyle \Lambda }表示从{\displaystyle E}到自身的所有严格递减的连续双射函数的集合（这些函数是“对时间的蠕动”）。令
{\displaystyle \|f\|:=\sup _{t\in E}|f(t)|}
表示{\displaystyle E}上的函数的一致范数。将{\displaystyle D} 上的斯科罗霍德度量（Skorokhod metric）{\displaystyle \sigma }定义为
{\displaystyle \sigma (f,g):=\inf _{\lambda \in \Lambda }\max\{\|\lambda -I\|,\|f-g\circ \lambda \|\},}
其中{\displaystyle I:E\to E}是恆等函數。以“蠕动”这种直观感觉来看，{\displaystyle \|\lambda -I\|}度量了“时间的蠕动”，而{\displaystyle \|f-g\circ \lambda \|}度量了“空间的蠕动”。
我们可以证明斯科罗霍德度量度量的确是度量。由{\displaystyle \sigma }生成的拓扑{\displaystyle \Sigma }称为{\displaystyle D}上的斯科罗霍德拓扑（Skorokhod topology）。

## 斯科罗霍德空间的性质

### 一致拓扑的一般化
E 上的连续函数空间C 是D 的一个子空间。相对应於C 斯科罗霍德拓扑与这里所述的一致拓扑相一致。

### 完备性
虽然D 不是关於斯科罗霍德度量σ 的一个完备空间，但是可以证明存在具完备性的关於D 的拓扑等价度量 σ0 。

### 分离性
关於σ 或σ0 的D 是可分空间，因此斯科罗霍德空间是波蘭空間。

### 斯科罗霍德空间中的胎紧性
通过应用阿尔泽拉－阿斯科利定理，我们可以证明斯科罗霍德空间D 上概率测度的一个序列{\displaystyle (\mu _{n})_{n=1}^{\infty }}是胎紧的当且仅当同时满足下列两个条件：
{\displaystyle \lim _{a\to \infty }\limsup _{n\to \infty }\mu _{n}\{f\in D|\|f\|\geq a\}=0,}
和
{\displaystyle \lim _{\delta \to 0}\limsup _{n\to \infty }\mu _{n}\{f\in D|\varpi '_{f}(\delta )\geq \varepsilon \}=0{\text{ for all }}\varepsilon >0.}

### 代数结构与拓扑结构
在斯科罗霍德拓扑和函数的逐点加法下，D 不是一个拓扑群。